# Zemětřesení na Haiti 2021
Zemětřesení na Haiti proběhlo 14. srpna 2021 v 12:29:09 (UTC) na jihozápadě země. Magnitudo dosáhlo 7,2 Mw. Jednalo se o velmi mělké zemětřesení, jehož hypocentrum leželo ve hloubce 10 km. Epicentrum se nacházelo na Tiburonském poloostrově asi 120 km západně od hlavního města, Port-au-Prince.

## Popis
Pro haitské pobřeží bylo vydáno varování před vlnou tsunami, které se později odvolalo.
K 22. srpnu bylo evidováno 2207 obětí, předchozího dne vláda udávala 12 268 zraněných, 344 nezvěstných a téměř 53 tisíc zničených budov.